# Radashkóvichy
Radashkóvichy (bielorruso: Радашко́вічы) o Radoshkóvichi (ruso: Радошко́вичи) es un asentamiento de tipo urbano de Bielorrusia, perteneciente al raión de Maladziechna de la provincia de Minsk.
En 2023, el asentamiento tenía una población de 6225 habitantes. Es la sede administrativa del consejo rural homónimo sin formar parte del mismo.
Se ubica a medio camino entre la capital nacional Minsk y la capital distrital Maladziechna sobre la carretera P28.

## Historia
Se conoce la existencia del pueblo en documentos del Gran Ducado de Lituania desde 1447. En 1539 obtuvo el derecho a organizar una feria anual y en 1549 obtuvo el estatus de ciudad. En 1567, durante la guerra livonia, Segismundo II Augusto Jagellón logró reunir en esta localidad a cuarenta y siete mil soldados de territorios descontentos con el gobierno del Zarato ruso; dos años más tarde, Segismundo II dio a la localidad el Derecho de Magdeburgo. En la partición de 1793 se integró en el Imperio ruso. En 1812, durante la invasión napoleónica de Rusia, Napoleón estuvo durante tres días en la ciudad. Según la Paz de Riga de 1921, la ciudad pasó a formar parte de la Segunda República Polaca. En 1939 se integró en la RSS de Bielorrusia, que le retiró el título de ciudad y pasó a clasificar a la localidad desde 1940 como capital de distrito (que perdió en 1960) y asentamiento de tipo urbano.